# Pishaj alközség
Pishaj alközség harmadik szintű közigazgatási egység Albánia délkeleti részén, Gramsh város közvetlen környékén, a Devoll folyó két partján. Elbasan megyén belül Gramsh község része. Székhelye Pishaj falu, további települései Çekin, Cerunja, Cingar i Poshtëm, Cingar i Sipërm, Driza, Galigat, Gjergjovina, Gramsh-Fshat, Gurrëza, Koçaj, Kotorr, Liras, Ostenth, Qerret, Shëmriza, Strora, Tërvol, Trashovica és Vina. A 2011-es népszámlálás alapján az alközség népessége 4906 fő.
Pishaj a Devoll középső folyásánál, északi részén a folyó jobb, délebbre mindkét partján elterülő alközség, amely mintegy enklávéként öleli körbe Gramsh városát. A szűk folyóvölgytől keletre a Shpat-hegység délnyugati lábának 300–800 méteres vonulatai határozzák meg a tájképet, amelyet sűrűn átszőnek a hegységből alázúduló patakok medrei. Legjelentősebb vize a Holta, amelyet északi és déli irányból egyaránt tucatnyi patak táplál az alközség területén. A Devolltól nyugatra a Tomorr-hegység lába ereszkedik a Devoll völgyéig, illetve a Tomorrica is itt, 400-500 méteres dombok között csatlakozik a Devollhoz. Az alközség fő közúti artériája a Devoll völgyében futó SH71-es főút, amelyről az alközség településeinek egy része másodrendű utakon megközelíthető, a Holta-völgyi falvak irányába pedig jó minőségű aszfaltút ágazik le róla Drizánál.
Az ókorban a Devoll völgyén át húzódó, Scampist (ma Elbasan) a Korçai-medencével összekötő római út mentén, a mai alközség területén két castrumot is építettek feltehetően az i. sz. 4. században. Ezek romjai Galigatnál és Tërvolnál ma is láthatóak.